# Accidente de MIAT Mongolian Airlines de 1998
El accidente de MIAT Mongolian Airlines de 1998 fue un vuelo doméstico que se estrelló el 26 de mayo de 1998, matando a todos los que iban a bordo. El vuelo partió del aeropuerto de Erdenet a las 09:17 aproximadamente rumbo a Mörön, con 26 pasajeros y 2 tripulantes. Aproximadamente trece minutos después de su salida, mientras el avión se encontraba ascendiendo hasta su altitud de crucero, impactó contra la cima de una montaña a 6500 pies de altura, matando a todos los pasajeros y tripulantes. de los 26 pasajeros, 14 fueron adultos y 12 niños.

## La Aeronave
El Harbin Y-12, con registro JU-1017 (cn 0064), efectuó su primer vuelo en 1992. La aeronave estaba diseñada para transportar sólo a 19 pasajeros, pero un miembro del gobierno afirmó que el avión no había despegado con sobrecarga.